# فارنرن
فارنرن (به لاتین: Farneren) یک کوه در سوئیس است که در کانتون لوتسرن واقع شده‌است. فارنرن ۱٬۵۷۲ متر بالاتر از سطح دریا واقع شده‌است.